# Natureza selvagem

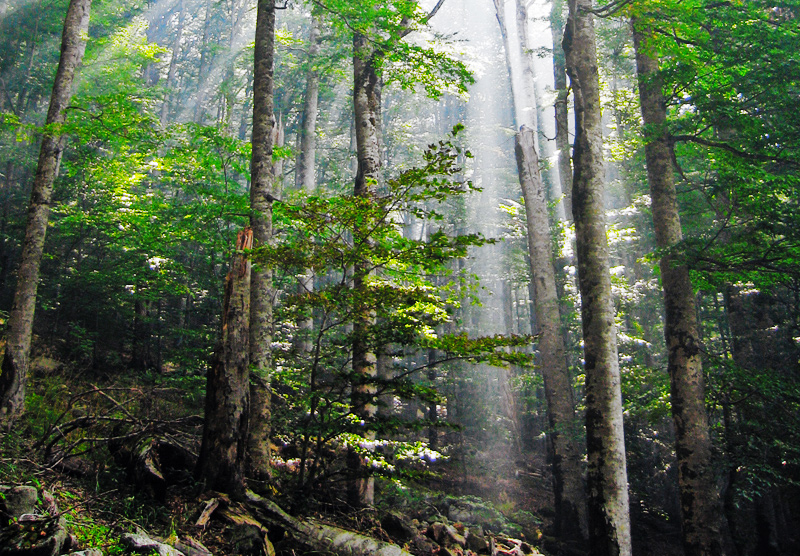
Floresta primária de Fagus sylvatica no Parque nacional de Biogradska Gora, Montenegro

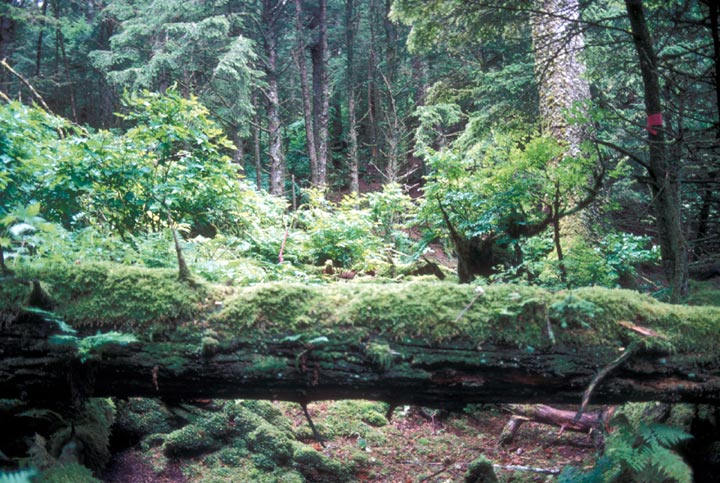
Forrester Island Wilderness no Estado do Alasca, nos Estados Unidos.

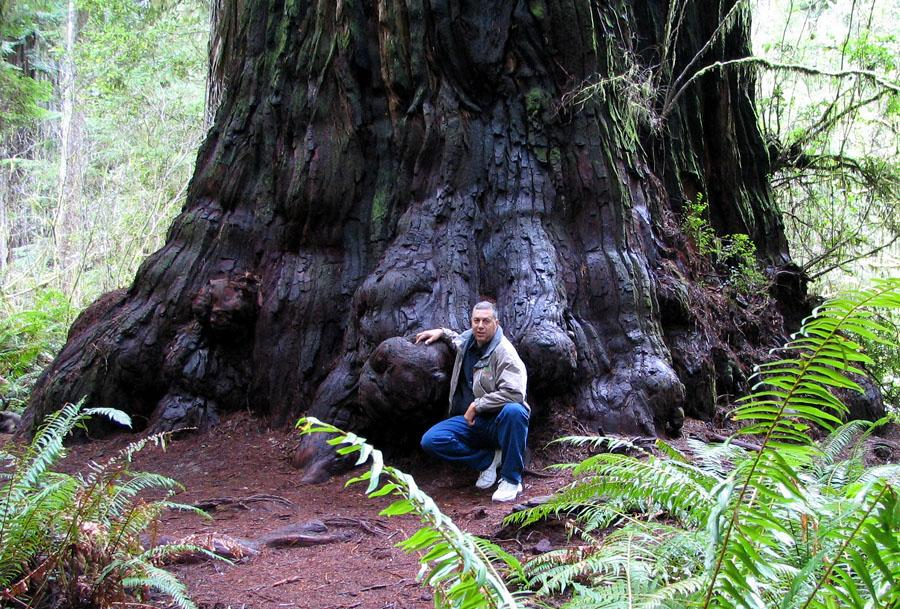
Sequóia no Parque Estatal de Jedediah Smith Redwoods, norte da Califórnia, nos Estados Unidos.

Designa-se natureza selvagem (ou natureza virgem ou terra virgem) o ambiente da Terra que não tenha sido significativamente modificado pela atividade do ser humano. O termo refere-se às áreas naturais intactas do planeta, aquelas que não foram nem contaminadas nem invadidas por elementos característicos da atividade industrial e tecnológica humana, como vias de comunicação e transporte.
Distintamente das zonas agrícolas ou urbanas, nos locais de natureza selvagem não há um controlo planificado por parte de pessoas, e por isso os processos naturais decorrem de forma espontânea. Exemplos disso são os incêndios florestais de origem natural, a especiação ou a migração animal. Esta é uma das razões pelas quais a natureza selvagem desperta um grande interesse científico.
É tida como importante para a sobrevivência de muitas espêcies e para a biodiversidade em sentido amplo, tendo sido valorizada por motivos espirituais, estéticos, legais e morais ao longo da história.

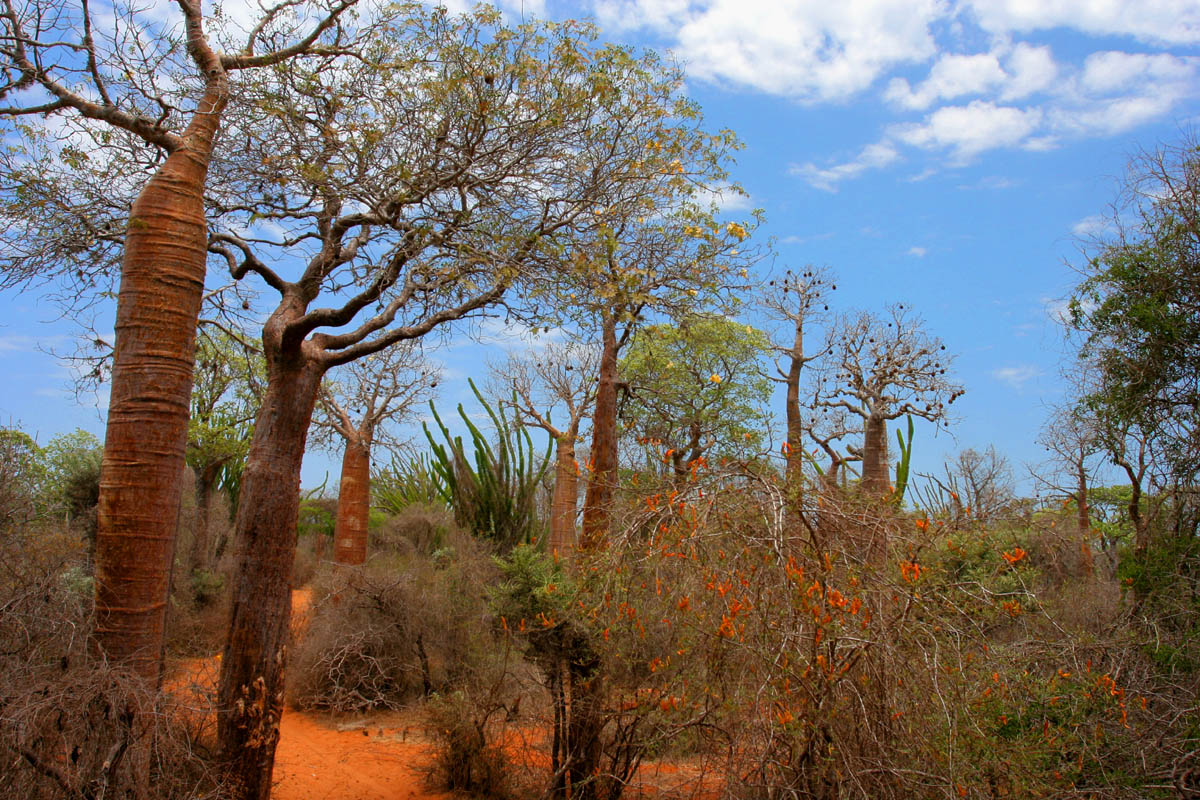
Matorral espinhoso de Madagáscar em Ifaty, Madagáscar, que contém várias espécies de baobás (Adansonia), Alluaudia procera e outras espécies.

## Perceção ao longo da história
A percepção da natureza selvagem variou a longo do tempo e entre as sociedades. Não se sabe exatamente quais as ideias que as sociedades humanas paleolíticas tinham sobre a natureza, mas alguns estudos paleoantropológicos sugerem que a humanidade não tinha a ideia de um mundo natural além dos ambientes naturais em que vivia. A caça e a coleta eram as bases económicas da sua subsistência, e esse modo de vida tem vindo a ser estudado por arqueólogos e antropólogos durante décadas, com a sua caracterização a oscilar entre dois paradigmas opostos: quer como uma condição de vida quase paradisíaca quer como condição de vida de sofrimento, insegurança, medo e fome. Alguns autores concluem que pode ser afirmado com segurança que os caçadores-coletores da Idade da Pedra viviam na natureza selvagem sob ameaça contínua, mas ao mesmo tempo a natureza selvagem era a principal fonte do seu sustento.